# Ylinen Kienajajärvi
Ylinen Kienajajärvi, Keskinen Kienajajärvi och Alinen Kienajajärvi, eller Kienajajärvet är sjöar i Finland. De ligger i kommunen Kolari i landskapet Lappland, i den norra delen av landet, 800 km norr om huvudstaden Helsingfors. Kienajajärvet ligger 159 meter över havet. Arean är 12 hektar och strandlinjen är 2,14 kilometer lång. Sjön  ingår i Kemi älvs huvudavrinningsområde. 